# A Kozma utcai izraelita temető árkádjai
A Kozma utcai izraelita temető árkádjai egy tervben maradt épületegyüttes.

## Története
A Kozma utcai izraelita temető 1893-ban nyílt meg az Új köztemető melletti területen. Az 1900-as évek elején merült fel, hogy díszárkádsor épüljön a bejárat közelébe. Tervpályázatot írtak ki, a következő feltételekkel:
- 1. az árkádok alatt külön 2-es, 4-es, 8-as kripták kerüljenek kialakításra
- 2. az egyes kripták sírbolti jellege külsőleg is szembetűnő legyen
- 3. az árkádok a temető belső része felé se legyenek elzárva
- 4. az árkádoknak a ravatalozóépülettel összhangban kell lenniük
- 5. az épület anyagai legyenek szépek, tartósak, erősen ellenállók
- 6. az épület szép és olcsó legyen
- 7. figurális díszítmények ne legyenek rajta

A pályázatra 4 pályázótól érkeztek tervek:
- Lajta Béla (I. díj)
- Bálint Zoltán és Jámbor Lajos (II. díj)
- Böhm Henrik (300 koronaért megvásárolt terv)[3]
- Himmler Miksa, 2 tervvel (300 koronaért megvásárolt terv)[4]

A terveket a Freund Vilmos, Quittner Zsigmond, Wellisch Alfréd, és Grünwald Mór alkotta bizottság bírálta el.
Az árkádsor végül sohasem épült meg.

## További irodalom
- Vámos Ferenc: Lajta Béla, Akadémiai Kiadó, Budapest, 1970
- Gerle János – Csáki Tamás: Lajta Béla, Holnap Kiadó, Budapest, 2013, ISBN 9789633490402 (Az Építészet Mesterei sorozat)
- Merényi György – Tószegi Zsuzsanna: Bálint Zoltán és Jámbor Lajos, Holnap Kiadó, Budapest, 2022, ISBN 9789633493953 (Az Építészet Mesterei sorozat)